# Розсохуватка (Новоукраїнський район)
Розсохува́тка (колишні назви — Петропáвлівка, Шмідтове) — село в Україні, у Злинській сільській громаді Новоукраїнського району Кіровоградської області. Населення становить 610 осіб. Колишній центр Розсохуватської сільської ради.

## Географія
На північному сході від села бере початок річка Лозоватка, притока Малої Висі.

## Історія
Колишні назви села: Петропавлівка, Шмідтове. Слобідку заснувала в середині XVIII століття біля млинів підполковниця Шмідтова.

## Населення
Згідно з переписом УРСР 1989 року чисельність наявного населення села становила 648 осіб, з яких 301 чоловік та 347 жінок.
За переписом населення України 2001 року в селі мешкало 609 осіб.

### Мова
Розподіл населення за рідною мовою за даними перепису 2001 року:
| Мова       | Відсоток |
| ---------- | -------- |
| українська | 94,26 %  |
| молдовська | 3,28 %   |
| російська  | 2,30 %   |
| вірменська | 0,16 %   |

## Відомі люди
- Ретвицький Петро Іванович (1923-2010) — народний артист України